# Arturo Bocchini
Arturo Bocchini (San Giorgio del Sannio, 12 de febrero de 1880 - Roma, 20 de noviembre de 1940) fue el jefe de la policía italiana (Polizia di Stato) entre 1927 y 1940, durante el régimen fascista de Benito Mussolini. 

## Biografía
Nació en 1880. Licenciado en derecho por la Universidad de Nápoles, en 1902, con posterioridad ingresó en el Ministerio del Interior; en 1922, poco después del ascenso al poder de Mussolini, fue nombrado prefecto de Brescia.
Persona cercana a Augusto Turati —secretario del Partido Nacional Fascista—, con posterioridad Turati habría intervenido en el nombramiento de Bocchini como jefe de la policía, en 1926. Bajo su mando, la policía tomó un estricto control sobre todos los aspectos de la vida de los italianos, también debido a la ayuda de la OVRA, la policía secreta, controlada igualmente por Bocchini. Convertido en una de las figuras más poderosas del régimen de Mussolini, muchos le consideraron la segunda figura en importancia por detrás del propio dictador. Su posición, sin embargo, se vería eclipasada durante la década de 1930 con la aparición de Galeazzo Ciano y de Guido Buffarini Guidi —subsecretario de Interior—.
A lo largo de su carrera, fue también senador en el Parlamento italiano.
Falleció repentinamente en noviembre de 1940.